# Vieille mehana à Barajevo
La vieille mehana à Barajevo (en serbe cyrillique : Стара механа у Барајеву ; en serbe latin : Stara mehana u Barajevu) est une ancienne taverne (mehana) située à Barajevo, en Serbie, sur le territoire de la Ville de Belgrade. Construite dans la première moitié du XIXe siècle, elle est inscrite sur la liste des biens culturels de la Ville de Belgrade.

## Présentation
La vieille mehana de Barajevo se trouve le long d'une route ancienne, au centre du quartier commerçant de la localité qui s'est développé au début du XIXe siècle et qui servait de centre d'échanges pour tous les villages alentour.
La vieille mehana est caractéristique des anciennes tavernes de Serbie. La bâtisse est construite en pierres avec des poutres traversières et un porche de briques. Les fondations reposent sur un lit de pierres cassées. Le toit est constitué de chevrons et de poutres, le tout recouvert de tuiles. Les plafonds sont faits de mortier.
L'édifice, qui conserve globalement son aspect originel, a été plusieurs fois remanié, notamment en 1880 avec une extension nécessitée par les normes de l'époque. Un porche doté d'arcades a été ajouté à la façade arrière, tandis que le porche principal et les avancées de l'étage de la façade principale ont été bouchés.